# 旌善アルペン競技場
旌善アルペン競技場（朝: 정선 알파인 경기장、英: Jeongseon Alpine Center、ちょんそんアルペンきょうぎじょう）は、2018年に開催された平昌オリンピックにおけるアルペンスキーの競技会場である。